# Asura celidopa
Asura celidopa är en fjärilsart som beskrevs av Edward Meyrick 1894. Asura celidopa ingår i släktet Asura och familjen björnspinnare. Inga underarter finns listade i Catalogue of Life.